# 掌叶薯
掌叶薯（学名：Dioscorea codonopsidifolia）为薯蓣科薯蓣属下的一个种。

## 扩展阅读
- 維基物種上的相關：掌叶薯